# Meizu PRO 6
Meizu PRO 6 — смартфон на Android, розроблений компанією Meizu, що відноситься до флагманської серії PRO. Був представлений 13 квітня 2016 року. 3 листопада того ж року був представлений Meizu PRO 6s, що в порівнянні з PRO 6 отримав іншу основну камеру та більший акумулятор. 30 листопада 2016 року разом з Meizu M3x та новою версією оболонки Flyme 6 був представлений Meizu PRO 6 Plus, що є покращеною та збільшеною версією Meizu PRO 6.
Meizu PRO 6s продавався тільки на території Китаю.

## Дизайн

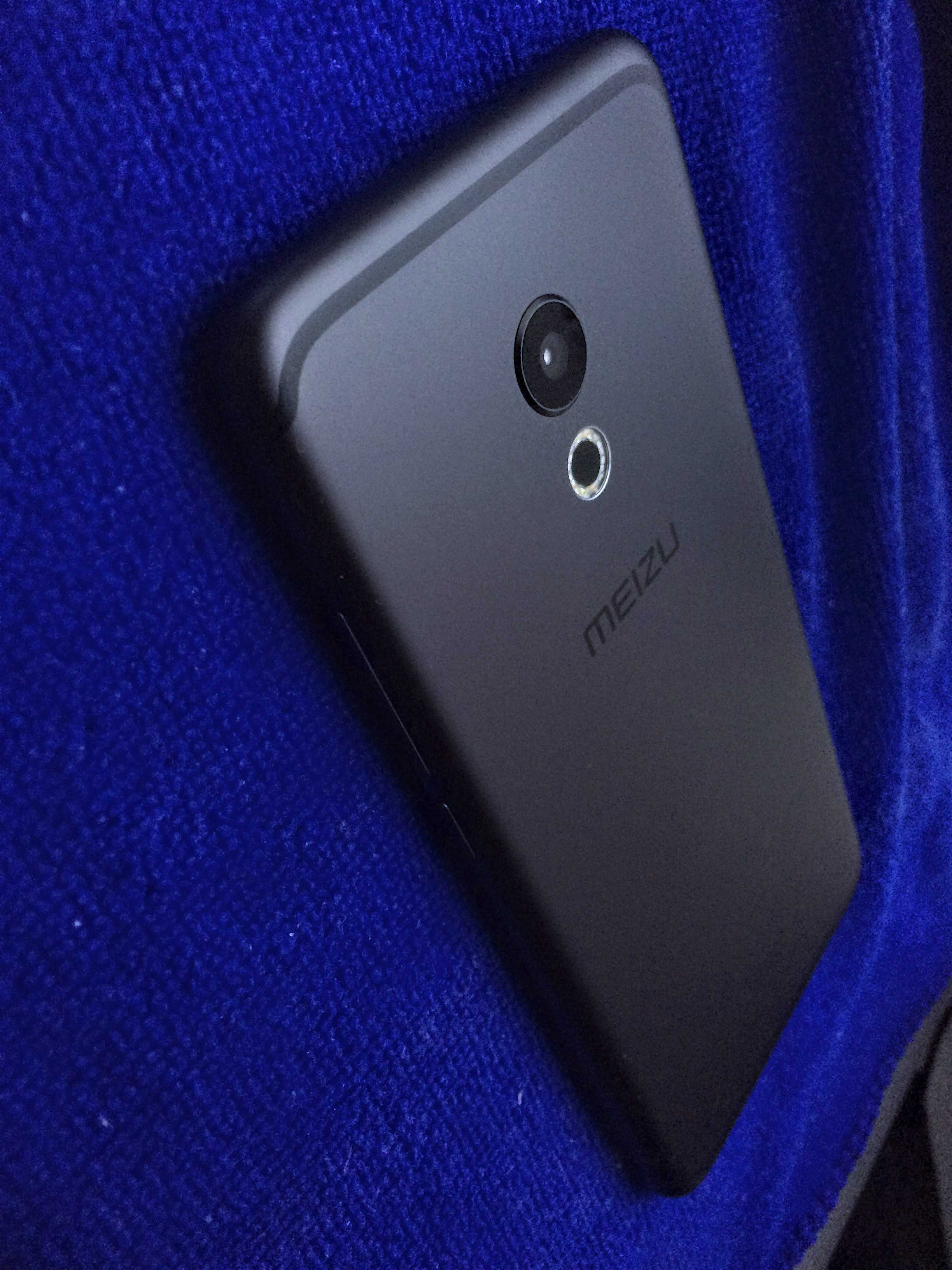
Задня панель Meizu PRO 6

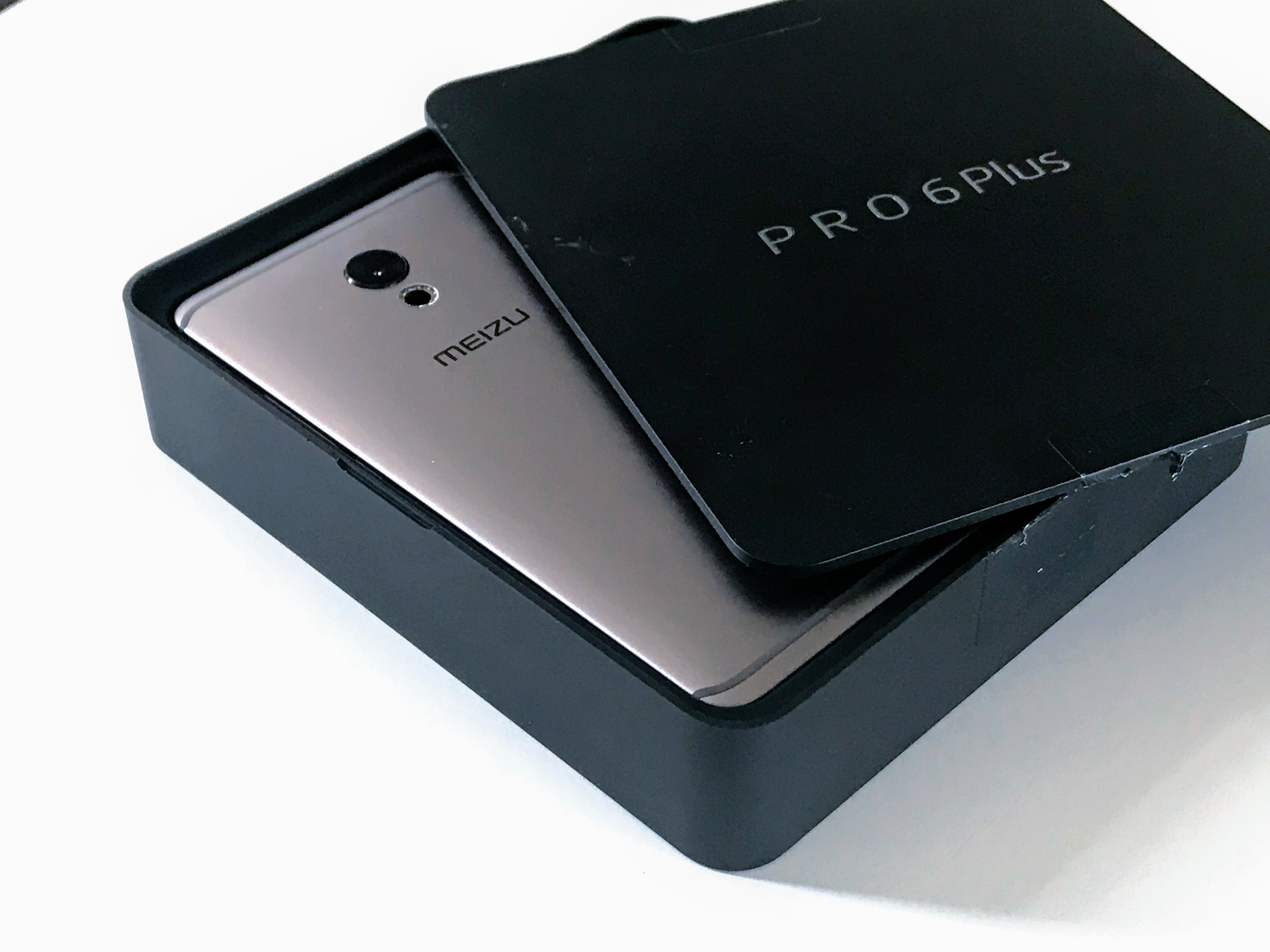
Meizu PRO 6 Plus

Передня панель виконана зі скла Corning Gorilla Glass 4, а корпус — з алюмінію.
Знизу знаходяться роз'єм USB-C, динамік, мікрофон та 3,5 мм аудіороз'єм, зверху — другий мікрофон, зліва — лоток під 2 SIM-картки, а справа — гойдалка регулювання гучності та кнопка блокування. Сканер відбитків пальців вбудований в навігаційну кнопку mTouch 2.1, що розташована на нижній рамці передньої панелі. Також в Meizu PRO 6 Plus в кнопку mTouch вбудовано пульсометр.
Meizu PRO 6 та PRO 6s продавалися в 4 кольорах: сірому, сріблястому, золотому та Rose Gold. Також PRO 6 в Китаї продавався в кольорі Flames Red (червоний).
Meizu PRO 6 Plus продавався в 3 кольорах: сірому, золотому та сріблястому.

## Технічні характеристики

### Апаратне забезпечення

#### Платформа
Meizu PRO 6 та PRO 6s отримали процесор MediaTek Helio X25 та графічний процесор Mali-T880 MP4.
Meizu PRO 6 Plus в залежності від комплектації отримав звичайний або розігнаний процесор виробництва Samsung Exynos 8890 Octa, що працює в парі з графічним процесором Mali-T880 MP10 або Mali-T880 MP12.

#### Батарея
Meizu PRO 6 отримав батарею об'ємом 2560 мА·год, PRO 6s — 3060 мА·год, а PRO 6 Plus — 3400 мА·год. Крім цього усі моделі отримали підтримку швидкої зарядки mCharge 3.0 на 24 Вт.

#### Камера
Meizu PRO 6 отримав основну камеру 21 Мп, f/2.2 з фазовим та лазерним автофокусом.
Meizu PRO 6s та PRO 6 Plus отримали основну ширококутну камеру 12 Мп, f/2.0 з фазовим та лазерним автофокусом, оптичною 4-осьовою стабілізацією.
Фронтальна камера всіх моделей отримала роздільність 5 Мп, світлосилу f/2.0 (ширококутний).
Основна камера всіх моделей вміє записувати відео в роздільній здатності 4K@30fps, а передня — 1080p@30fps.

#### Екран
Meizu PRO 6 та PRO 6s отримали екран Super AMOLED, 5,2", 1920 × 1080 (Full HD) зі співвідношенням сторін 16:9 та щільністю пікселів 423 ppi.
Meizu PRO 6 Plus отримав екран Super AMOLED, 5,7", 2560 x 1440 (WQHD) зі співвідношенням сторін 16:9 та щільністю пікселів 515 ppi.
Усі моделі отримали технологію 3D Press, що є аналогом технології 3D Touch від Apple.

#### Пам'ять
Всі смартфони мають 4 ГБ оперативної пам'яті. Meizu PRO 6 має 32 ГБ та 64 ГБ пам'яті постійного зберігання, PRO 6s — 64 ГБ, а PRO 6 Plus — 64 ГБ та 128 ГБ. PRO 6 та PRO 6s отримали тип оперативної пам'яті LPDDR3 та тип сховища eMMC 5.1, а Plus-версія — LPDDR4 та UFS 2.0 відповідно.

### Програмне забезпечення
Смартфони були випущені на Flyme 5.2 на базі Android 6.0 Marshmallow. Глобальна версія Flyme в Meizu PRO 6 була оновлена до Flyme 6, а в PRO 6 Plus — до Flyme 7. Китайська версія Flyme була оновлена до Flyme 8 на базі Android 7.1.1 Nougat у PRO 6 та 6s і на базі 7.0 Nougat в PRO 6 Plus.

## Рецензії

### Meizu PRO 6
Оглядач з інформаційного порталу ITC.ua поставив Meizu PRO 6 4 бали з 5. До мінусів він відніс автономність та середню, як для флагмана, камеру. До плюсів оглядач відніс матеріали корпусу, дисплей, характеристики, додаткові фішки типу сканера відбитків пальців, 3D Press та звуку в навушниках. У висновку він сказав, що смартфон знаходиться «… на межі двох класів. Апарат цікавіший більшості «міцних середнячків» А-брендів з аналогічною ціною, але трішки не дотягує до іменитих флагманів (в першу чергу по якості зйомки). При цьому все одно вийшов хорошим… Один з головних факторів - адекватна ціна.»

### Meizu PRO 6 Plus
Оглядач з інформаційного порталу ITC.ua поставив Meizu PRO 6 Plus 3.5 балів з 5. До мінусів він відніс сирість ПЗ та середню камеру. До плюсів оглядач відніс матеріали корпусу, великий хороший дислпей, характеистики і ціну щодо них додаткові та звук в навушниках. У висновку він сказав, що Meizu PRO 6 Plus вийшов суперечливим пристроєм, і що він фактично є стандартним китайським апаратом з багатообіцяючими характеристиками але поганою якістю ПЗ, що нівелює всі його плюси.